# جووانی گوریا
جووانی گوریا (ایتالیایی: Giovanni Goria; زاده ۳۰ ژوئیهٔ ۱۹۴۳ – درگذشته ۲۱ مهٔ ۱۹۹۴) یک سیاست‌مدار اهل ایتالیا بود.